# 沪上阿姨

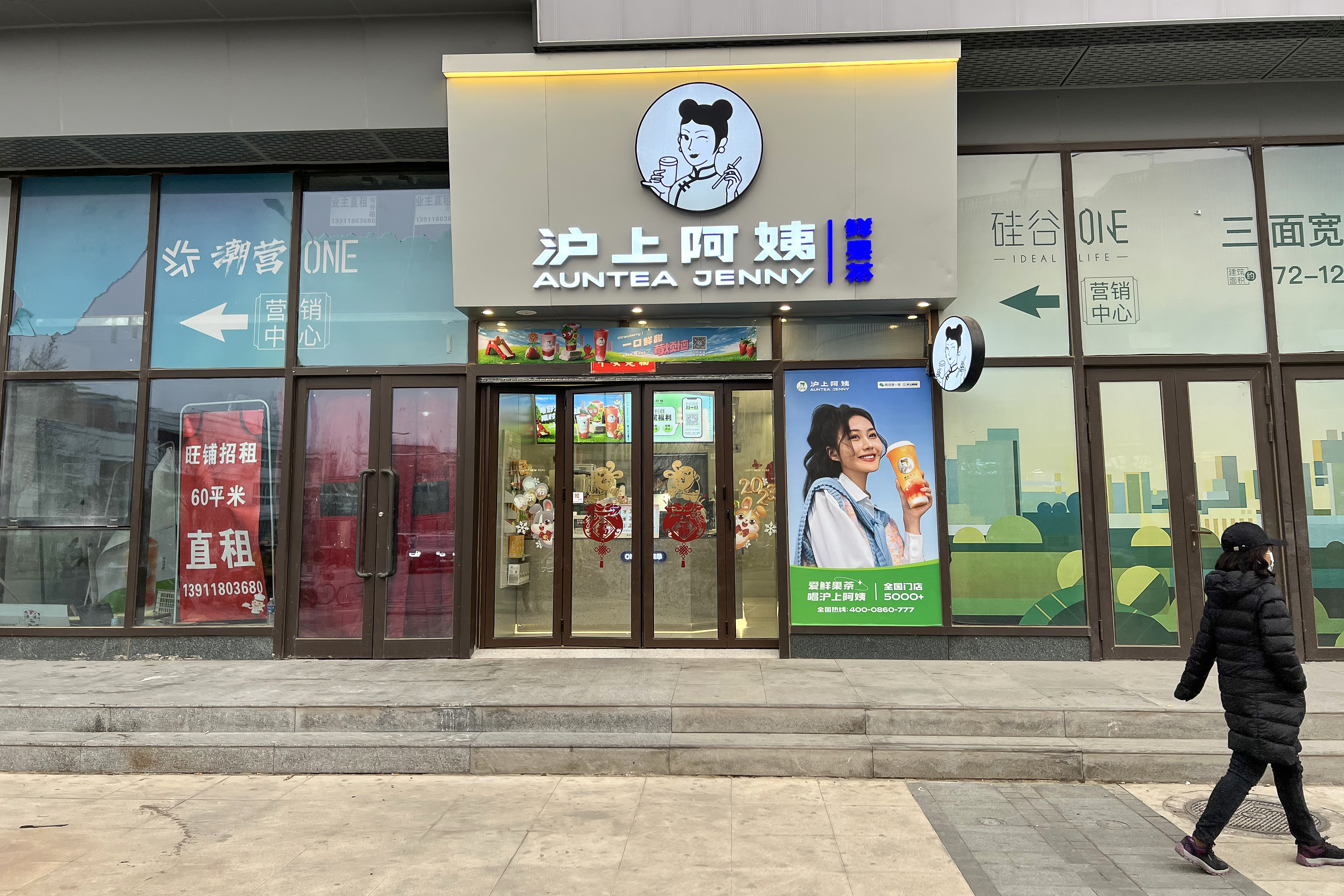
北京市昌平区霍营店

沪上阿姨（英語：Auntea Jenny，港交所：2589）是中国茶饮品牌，也是中国门店数最多的鲜果茶品牌之一。

## 历史
2011年，原在山东知名外资企业工作的单卫钧和周蓉蓉夫妇南下上海创业。2013年7月18日，沪上阿姨在上海人民广场开出第一家门店，早期主打具有上海本地特色的“现煮五谷茶饮”，凭借明星产品“血糯米奶茶”迅速走红，门店单月销售额超过40万。2014年，沪上阿姨开始在全国扩展门店，品牌标识由最初的“沪上阿姨”印章标志，逐渐过渡到一个烫着头的“上海老阿姨”形象。
2019年起，沪上阿姨主打产品转型为“新鲜水果茶”。2019年8月，全国门店突破1000家。2019年11月，沪上阿姨更换第四代品牌形象，为一个扎着丸子头、穿着旗袍、手执奶茶的女性。2020年，完成嘉御基金近亿元人民币A轮融资。2021年6月，再获嘉御基金近亿元人民币A+轮融资。
2023年一季度，推出咖啡子品牌“沪咖鲜果咖啡”。截至2023年5月，全国门店超过6000家。
2024年2月，沪上阿姨向港交所递交上市申请。2024年3月，推出新品牌“茶瀑布”，针对三线以下城市客户，主推10元以下奶茶。2024年4月，沪上阿姨更换第五代品牌形象，以“摩登橙”作为主色调，为“波波头”和“钟形帽”元素的海派女性剪影，品牌理念改为“跟随心中猎豹”。
2025年5月8日，沪上阿姨在港交所主板挂牌上市，成为中国大陆第六家上市的茶饮企业。

## 争议
2022年6月，广东梅州大埔县湖寮镇分店因使用腐烂变质的凤梨制作果茶，被市场监督管理局罚款2000元。
2022年12月，沪上阿姨与游戏「光与夜之恋」宣布进行联动活动，但在活动宣传期间，社交媒体上多次爆出沪上阿姨的奶茶店员工提前泄露活动物料、私自销售联动的促销品等问题，以及出现合作方员工言语辱骂玩家和游戏男主角的事件。该游戏随后宣布与沪上阿姨终止合作关系。沪上阿姨表示对终止合作的情况深感遗憾，并已对涉事员工进行辞退处理。
2023年2月，沪上阿姨因其奶茶杯外包装上的插图引发争议。图中一位女性身着旗袍，旗袍开衩处露出大腿。这一设计引起了部分网友的不满，认为旗袍开衩过高，在椅子上掀起后摆过于暴露。上海金山区市场监管局称这一图案经综合研判并不违反公序良俗，不属于《广告法》中定义的违法广告。沪上阿姨方面表示将加强聆听消费者反馈，并进行相应的调整。
2023年7月，沪上阿姨一门店以10元价格提供白开水，引发热议。部分网友认为这一价格过高，但也有网友表示理解。该门店表示杯子数量需要每日盘点对账，若消费者自带杯可以提供免费白开水。公司方面表示已经在大部分门店准备有试饮杯，会免费提供饮用水服务，并加强公司内部培训。